# 雀卓ボーイ
『雀卓ボーイ』（ジャンたくボーイ）は、1992年1月24日に日本のナムコ（現：バンダイナムコエンターテインメント）から発売されたゲームボーイ用麻雀ゲーム。
内容は4人打ち麻雀であり、通信ケーブル使用により当時の据え置き型ゲーム機では不可能であった対人の4人対局を実現している。
後にゲームボーイ用ソフト『ナムコギャラリーVOL.3』（1997年）に一部内容を変更して再収録された。こちらはスーパーゲームボーイに対応している。

## ゲーム内容

### ゲームモード
カチヌキセン（勝ち抜き戦）
1人プレイ専用でCPU3人とで対局するトーナメントモード。第1～7回戦、最終戦の8戦制。各戦半荘4回（ナムコギャラリー版では2回）ずつの対局を行い、収支の合計でプレイヤーがトップになれば次戦に進出出来る。プレイヤーが2位以下になってしまうとゲームオーバー。各戦で勝利する毎にパスワードが表示され、その入力により続きからプレイ可能である。最終戦でトップになれば優勝となりエンディングになる。
1P フリー対局
1人プレイ専用でCPU3人とで普通に対局するモード。半荘終了毎に収支が表示される。半荘6回（ナムコギャラリー版では4回）終了でゲームオーバー。
2P VS
プレイヤー2人とCPU2人で対局するモード。プレイするにはゲームボーイ本体2台、本ソフト2本、通信ケーブル（DMG-04A）1本が必要。
MULTI
プレイヤー2～4人で対局するモード。面子が不足するところはCPUが受け持つ。プレイするにはゲームボーイ本体人数分、本ソフト人数分、4人用アダプタ（DMG-07）1台、通信ケーブル（DMG-04A）（人数-1）本分が必要。

### ルール設定
対局上のルールは以下の項目が設定変更可能である。
- クイタン - 副露（ポン、チー、明槓）したタンヤオを役として認めるか認めないか。
- ツモ平和 - 平和を自摸和した場合、平和の役を付けるか付けないか。アリなら平和、門前清自摸和で20符2飜、ナシなら門前清自摸和のみの30符1飜。
- イッパツ - 立直を掛けて1巡以内に和了した場合、一発役を付けるか付けないか。
- オヤナガレ - 流局時、親が聴牌の場合流れるか連荘するか。
- ドボン - 誰かの持ち点がマイナスになった時点で終了するかしないか。
- 西入 - オーラス終了後、トップが30,000点未満で西入するかしないか。
- ウラドラ - 立直を掛けて和了したら、裏ドラを付けるか付けないか。
- カンウラ - 立直を掛けて和了したら、槓裏ドラを付けるか付けないか。
- フリテンリーチ - 門前で聴牌しても、振聴だった場合に立直を掛けられるか掛けられないか。
- BGM - 対局中にBGMを流すか流さないか。

なお以下については基本ルールのため変更は不可。
- 25,000点持ちの30,000点返し。順位ウマは10-20。
- 後付け和了有り。
- チョンボは一切無し（チョンボをしようとしても操作を受け付けない）。
- 5本場以降でも二飜縛りは無し。
- 二家和（ダブロン）は頭跳ね。三家和は流局。
- 30符4飜および60符3飜の切り上げ満貫は無し。親のロン和了11,600点・ツモ和了3,900点オール、子のロン和了7,700点・ツモ和了2,000点/3,900点。

## 評価
ゲーム誌『ファミコン通信』の「クロスレビュー」では合計24点（満40点）、『ファミリーコンピュータMagazine』の読者投票による「ゲーム通信簿」での評価は以下の通りとなっており、17.7点（満30点）となっている。
| 項目 | キャラクタ | 音楽 | お買得度 | 操作性 | 熱中度 | オリジナリティ | 総合 |
| 得点 | 2.8        | 2.9  | 3.1      | 3.1    | 3.0    | 2.9            | 17.7 |